# L'Invasion martienne
 (juillet 2021).
Si vous disposez d'ouvrages ou d'articles de référence ou si vous connaissez des sites web de qualité traitant du thème abordé ici, merci de compléter l'article en donnant les références utiles à sa vérifiabilité et en les liant à la section « Notes et références ».
Pour plus de détails, voir Fiche technique et Distribution.
L'Invasion Martienne (Teenagers from Outer Space) est un film de science-fiction américain réalisé par Tom Graeff, sorti en 1959.

## Synopsis
Une équipe de savants extraterrestres et une sorte de homard géant débarquent sur la terre. Dotés d'un menaçant rayon, désintégrateur de chair, ces extraterrestres entament l'exploration de la planète afin de la coloniser. Mais l'un d'eux se rend compte qu'il existe une véritable notion d'unité familiale sur Terre : une valeur qui fait cruellement défaut sur sa planète d'origine. L'extraterrestre va alors faire tout son possible pour arrêter le massacre.

## Fiche technique
- Titre : Teenagers from Outer Space
- Titre original :Teenagers from Outer Space
- Titre français : L'Invasion martienne
- Titre alternatifs : Killers from Outer Space, The Boys from out of this World, Invasion of the Gargon, The Gargon Terror
- Réalisation : Tom Graeff
- Scénario : Tom Graeff
- Production : Tom Graeff Productions
- Montage : Tom Graeff
- Musique : William Loose / Fred Steiner / Geordie Hormel et Spencer Moore (non crédités).
- Photographie : Tom Graeff
- Pays de production : États-Unis
- Format : Noir et Blanc
- Genre : Science-fiction
- Durée : 86 minutes
- Date de sortie : 
  - États-Unis : juin 1959

## Distribution
- David Love : Derek
- Dawn Bender : Betty Morgan
- Bryan Grant : Thor
- Harvey B. Dunn : Morgan
- Tom Graeff (Alias Tom Lockyear) : Joe Rogers
- Helen Sage : nurse
- Frederic Welch : Dr. C.R. Brandt
- Sonia Torgeson : Alice Woodward

## Autour du film
- Tom Graeff fut l'assistant de Roger Corman sur Not of This Earth (1957) avant de décider de devenir lui-même producteur.
- Il bénéficie aujourd'hui d'un culte proche de celui d'Ed Wood avec ce seul film. L'Invasion martienne traite un sujet proche de celui du célèbre ratage de Wood, Plan 9 from Outer Space, et les films sont de la même année... mais avec une technique bien supérieure chez Graeff. La comparaison du début des deux films est intéressante.
- Le titre français L'invasion martienne est abusif, il est en effet précisé explicitement dans le film que les extraterrestres viennent d'un autre système solaire, ils ne viennent donc pas de Mars !